# Art sacré
Art Sacré (franska, helig konst) är en modernistisk konstriktning med fokus på religiös konst ofta med inslag av glasmåleri.
Tidningen L'Art Sacré och dess chefredaktör Pierre Couturier (åren 1936-1954) var tongivnade för rörelsen och fokuserade på införandet av modern "levande" konst i det moderna kyrkorummet.

## Exempel på verk
- Maurice Denis - Glasmåleri, kyrkan i Le Raincy (1923).
- Alfred Manessier - Glasmåleri, kyrkan i Sainte-Agathe des Bréseux (1948).
- Henri Matisse - Chapelle du Rosaire de Vence (1949-1951).
- Le Corbusier - Chapel of Notre Dame du Haut (1954).
- Georges Braque, Henri Matisse, Pierre Bonnard, Jean Lurçat, Georges Rouault, Fernand Léger, Jean Bazaine, Marc Chagall, Germaine Richier, m.fl. - Notre Dame de Toute Grace du Plateau d'Assy (1938-1949).
- Fernand Léger, Jean Bazaine, Jean Le Moal - Sacré Cœur d'Audincourt (1955).
- Le Corbusier - Klostret Sainte Marie de La Tourette i Eveux-sur-l'Arbresle (nära Lyon) (1960).